# 多原香里
多原 香里（たはら かおり、1972年〈昭和47年〉10月19日 - ）は、アイヌの歴史学者（北海道近現代史とアイヌ民族の運動史を専攻）。政治活動家で、元新党大地副代表。北海道札幌市出身。

## 来歴
1995年北海道教育大学岩見沢校小学校教員養成課程卒業。1997年に国際連合人権高等弁務官事務所にて、先住民インターンシップとして勤務。
2005年フランス社会科学高等研究院（アイヌ民族近現代史専攻）修士課程修了。9月11日の第44回衆議院議員総選挙に新党大地より比例北海道ブロックより出馬し落選。
2007年新党大地副代表に就任。7月29日の第21回参議院議員通常選挙において北海道選挙区（改選数2）に新党大地・民主党・国民新党の推薦で出馬し落選した。

### 2007年参議院選挙
2007年1月26日に札幌市内で小沢一郎民主党代表、鈴木宗男新党大地代表とともに記者会見し、「アイヌ、若者、女性という今の日本では最も不利な立場に置かれる当事者として、国政に（弱者の）声を届けたい」「私は北海道の地域主義を確立したい。私はスイスに10年以上住んでいるが、ヨーロッパの公平主義を大事にしたい。アメリカを代表とする新自由主義は、ヨーロッパでは歓迎されていない」として出馬表明した。
道東と衆議院の北海道第12区限定で民主党との選挙協力を行ったが、選挙中盤には全道に拡大した。参院選では62万1497票を獲得した。

## 家族
- 祖父は社団法人北海道ウタリ協会副理事長で鵡川町議だった阿部政司（あべ まさし）。
- 母はアイヌ文化伝承者で活動家でもあり、北海道ウタリ協会札幌支部事務局次長、札幌アイヌ文化協会事務局長の多原良子（たはら りょうこ）[1]。

## 著作

### 著書
- 『先住民族アイヌ』にんげん出版（2006年）

### 論文
- “Nibutani Dam Case”, Indigenous Law Bulletin. August/September, vol. 4, issue 23, pp.18-20.（1999年）

論文“Nibutani Dam Case”
- （共著）『一目でわかる先住民族の権利宣言案ー国連案の内容と争点ー』ウハノッカの会（2004年）
- “Réflexions sur la série de peintures sur soie de Kakizaki Hakyo représentant des chefs ainu (1790) conservée à Besançon”, pp.199-210. in Japon pluriel 5 : Actes du cinquième colloque de la Societé française des études japonaises. Editions Philippe Picquier, Paris（2004年）
- "The Ainu of Japan : an indigenous people or an ethnic group?", Public Archaeology. Volume 4, pp.95-102.（2005年）

要旨“The Ainu of Japan”
- "The saga of the Ainu language", the UNESCO Courier. 2008 - number 1:Languages matter.（2008年）

### 雑誌
- 『部落解放』「ピリカピリカ」2008年6月号〜

- 『月刊日本』「往復書簡　佐藤優×多原香里　日本の国家統合としてアイヌ・沖縄問題を考えよ！（上）」2008年7月号

## 関連人物
- 鈴木宗男
- 松山千春
- 萱野茂